# Оеи
Оеи (応永) је јапанска ера (ненко) која је настала после Меитоку и пре Шочо ере. Временски је трајала од јула 1394. до априла 1428. године и припадала је Муромачи периоду. Владајући цареви били су Го Комацу и Шоко. Име ере у Оеи је промењено из сујеверних разлога након настанка куге. 

## Важнији догађаји Оеи ере
- 1394. (Оеи 1): Јошимицу предаје своју позицију шогуна сину[3] али остаје у влади.
- 1396. (Оеи 3): Имагава Садајо је ослобођен својих дужности.[4]
- 1397. (Оеи 4): Угушена је побуна на острву Кјушу.[5]
- 13. мај 1397. (Оеи 4, шеснаести дан четвртог месеца): Почела је изградња храма Кинкаку.[6]
- 1397. (Оеи 4, осми месец): Цар Го Комацу шаље амбасадора у Кину.[6]
- 1398. (Оеи 5, осми месец): Краљ Тејанг из Џосеона (Кореја) шаље дипломатску мисију за Јапан.[7] Представници Кореје стижу у Кјото са званичним писмом и поклоним од краља.[8]
- 1398. (Оеи 5) Ствара се нови систем администрације у Муромачи периоду.[5]
- Nussbaum, Louis-Frédéric; Roth, Käthe (2002). Japan Encyclopedia. Harvard University Press. ISBN 978-0-674-01753-5. OCLC 58053128.
- 1399. (Оеи 6): Оучи Јошихиро и Ашикага Мицукане се побуњују. Настаје Оеи рат.[5]
- 1401. (Оеи 8, други месец): Спаљена је царска палата.[9]
- 1401. (Оеи 8): Јошимицу шаље дипломатску мисију за Кину као први корак у успостављању трговинских односа између Јапана и Кине. Са званичним писмом кинеском цару Јошимицу шаље као поклон 1000 унци злата и разних других предмета.[9]
- 1402. (Оеи 9): Јошимицу добија одговор од Кинеског цара који га грешком ословљава краљем уместо шогуном.[10]
- 1402. (Оеи 9): Угушена је побуна у одласти Муцу.[5]
- 1404. (Оеи 11): Кинески цар јавно зове Јошимицуа „Нипон коки О“ (краљем Јапана).
- 1408. (Оеи 15): Јошимицу умире.[5]
- 1408. (Оеи 15): Јошимочи званично преузима послове шогуна.
- 1409. (Оеи 16, трећи месец): Дипломата из Џосеона је примљен у Кјоту.[11]
- 1409. (Оеи 16): Ашикага Мочиуџи постаје „канто кубо“.[5]
- 1411. (Оеи 18): Јошимочи прекида односе са Кином.[12]
- 1412. (Оеи 19): Шоко након абдикције свог оца, цара Го Комацуа постаје наследник трона али ту функцију званично прима тек две године касније. По преузимању власти Шоко је имао само 12 година па је уместо њега владао његов отац Го Комацу као врста регента или владара из сенке.[13]
- 1413. (Оеи 20): Шогун Ашикага Јошимочи се разбољева па шаље представнике да се моле у храму Исе како би му се вратило здравље.[14]
- 1413. (Оеи 20): Цар Шоко коначно долази на власт. Повећана напетост између шогуната и присталица Јужног двора.[5]
- January 29, 1415. (Оеи 21, деветнаести дан дванаестог месеца): Званично крунисање цара Шокоа.
- 1415. (Оеи 22): Раздор између Мочиуџија (канто кубо из Камакуре) и Уесуги Зеншуа (дворски канреи).[12]
- 1416. (Оеи 23): Уесуги се побуњује.[5]
- 1417. (Оеи 24): Мочиуђи гуши побуну Уесугија.[12]
- 1418. (Оеи 25): Ашикага Јошимочи наређује обнову храма Асама у подножју Фуџи планине.[15]
- Nussbaum, Louis-Frédéric; Roth, Käthe (2002). Japan Encyclopedia. Harvard University Press. ISBN 978-0-674-01753-5. OCLC 58053128.
- 1420. (Оеи 27): Настаје велика глад која односи бројне животе.[12]
- 1422. (Оеи 29): Оживљавање јужних присталица.[5]
- 1423. (Оеи 30, други месец): Јошимочи предаје титулу шогуна свом сину Ашикаги Јошикацуу који у то време има 17 година.[16]
- 1424. (Оеи 31): Умире бивши цар Го Камејама.[5]
- March 17, 1425. (Оеи 32, двадесетседми дан другог месеца): Шогун Јошикацу умире у 19 години живота.[17]
- 1425. (Оеи 32): Након смрти Јошиказуа, Јошимочи преузима његове обавезе.[5]
- 1428. (Оеи 35): Шогун Јошимочи и цар Шоко умиру у размаку од неколико месеци. Трон наслеђује цар Го Ханазоно.[5]